# Élection présidentielle ukrainienne de 2014
L’élection présidentielle ukrainienne de 2014 a lieu le 25 mai 2014, environ un an avant la date prévue, après la destitution par la Rada du président Viktor Ianoukovytch à la suite du mouvement Euromaïdan. Elle conduit à la victoire dès le premier tour de l'homme d'affaires Petro Porochenko.
L'élection se déroule dans un contexte particulièrement tendu, après l'annexion de la Crimée et surtout l’insurrection pro-russe dans le Donbass. La participation s'établit ainsi en relative baisse, à 60,3 % environ, à la suite d'une nette baisse dans les fiefs russophones de l'ancien président Ianoukovytch.

## Contexte

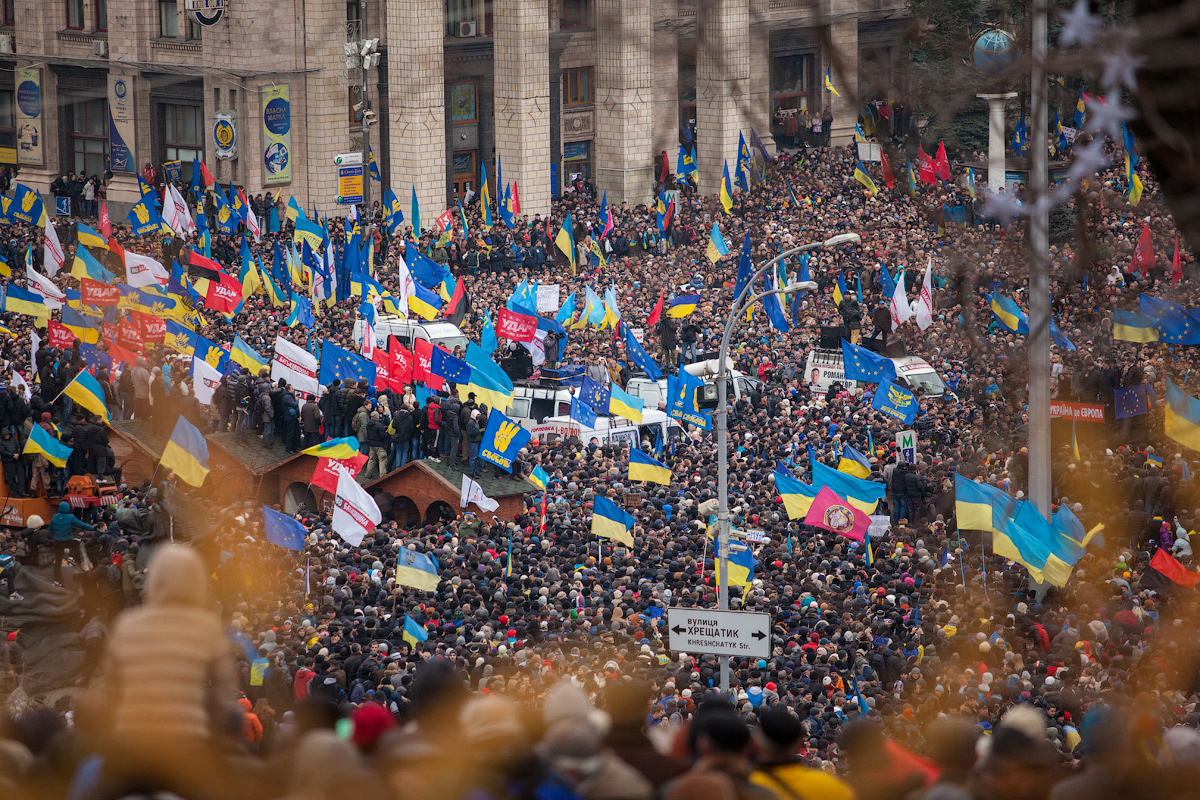
Manifestation de la place Maïdan, le 1er décembre 2013.

L'élection présidentielle ukrainienne était initialement prévue pour janvier 2015, cinq ans après l'élection présidentielle ukrainienne de janvier et février 2010, qui avait vu la victoire de Viktor Ianoukovytch. Les résultats, reconnus par les observateurs internationaux, l'avaient désigné vainqueur par 48,95 % des voix contre 45,47 % pour sa rivale Ioulia Tymochenko.
Dans le cadre du mouvement dit « Euromaïdan », des opposants au gouvernement manifestent à compter du 23 novembre 2013, contestant le refus du président Ianoukovytch de signer l'accord d'association avec l'Union européenne et son rapprochement consécutif avec la Russie. Le mouvement, qui commence par de vastes manifestations, puis se transforme en une occupation du Maïdan, mobilise aussi bien des mouvements pro-européens, comme l'Union panukrainienne « Patrie » de Tymochenko et UDAR de Vitali Klitschko, que des mouvements nationalistes et radicaux, comme Svoboda ou Secteur droit.
En février 2014, le mouvement conduit à d'importantes violences, puis à la fuite de Viktor Ianoukovytch le 21 février, malgré un accord récent signé avec l'opposition. Dès le lendemain, le Parlement vote sa destitution et l'élection présidentielle est avancée au 25 mai 2014. Alors que la Russie dénonce la tournure des évènements, et considère le gouvernement intérimaire illégitime, la crise de Crimée débute quelques jours plus tard, et aboutit à une proclamation d'indépendance de la péninsule le 11 mars, puis son rattachement à la Russie le 18 mars, à la suite d'un référendum contesté. Alors que la situation se calme rapidement dans la péninsule, les contestataires pro-russes dans le Donbass, qui ne reconnaissent pas les nouvelles autorités, organisent à leur tour un référendum d'indépendance pour les régions de Donetsk et Louhansk dans les zones qu'ils contrôlent. À la suite de son résultat positif, les séparatistes demandent le retrait des troupes ukrainiennes dans la région, qui ont débuté dès le 6 avril une « opération anti-terroriste ».
Toutefois, le 23 mai, le président russe Vladimir Poutine annonce qu'il compte « respecter le choix » des Ukrainiens dans le cadre de l'élection présidentielle alors que des séparatistes pro-russes continuent d'affronter le gouvernement central provisoire dans le sud-est de l'Ukraine.

## Système électoral

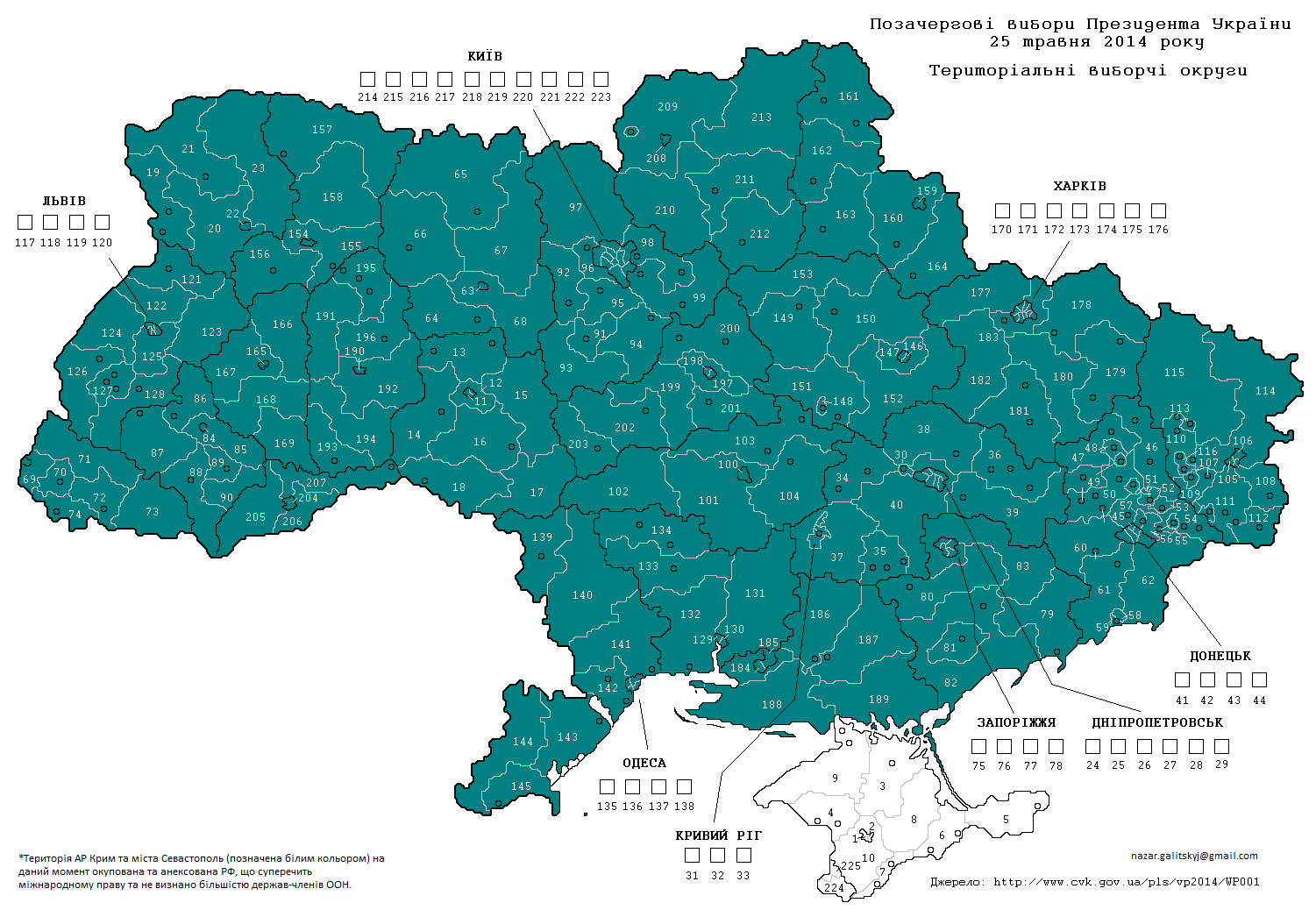
Carte géographique de l'Ukraine (2014)

### Modalités
En vertu de la Constitution de l'Ukraine, le président est élu pour cinq ans au suffrage universel direct. La législation précise qu’il est élu au scrutin uninominal majoritaire à deux tours : si aucun candidat n’obtient la majorité des suffrages au premier tour, un second tour est organisé trois semaines plus tard entre les deux candidats arrivés en tête.

### Dates de l’élection
En théorie, le premier tour de l’élection présidentielle se tient le dernier dimanche du dernier mois de mars du mandat du président sortant. Toutefois, en cas de démission ou de destitution du président, comme c’est le cas en 2014, une élection anticipée est organisée dans les 90 jours et le président élu effectue un mandat complet et non le reste du mandat de son prédécesseur.

### Candidatures
Les candidats à l’élection présidentielle doivent être citoyens ukrainiens, âgés d’au moins 35 ans, résider dans le pays depuis au moins dix ans au jour du scrutin et maîtriser la langue ukrainienne.

## Candidats

### Enregistrés
| Candidat                     | Candidat            | Parti | Parti                                              | Fonctions / activités                                                         | Détail | Date d'enregistrement |
| ---------------------------- | ------------------- | ----- | -------------------------------------------------- | ----------------------------------------------------------------------------- | --- | --------------------- |
| Olga Bogomolets (48 ans)     | Olga Bogomolets     |       | Indépendante (centre gauche)                       | Fondatrice et médecin-chef de l'Institut de dermatologie et de cosmétologie   | Elle reçoit le soutien du Parti socialiste d'Ukraine                                                                                                  | 1er avril 2014        |
| Iouri Boïko (55 ans)         | Iouri Boïko         |       | Indépendant (centre)                               | Vice-Premier ministre                                                         | Il est exclu du Parti des régions le 7 avril 2014 | 27 mars 2014          |
| Mikhaïl Dobkine (44 ans)     | Mikhaïl Dobkine     |       | Parti des régions (attrape tout ou centre)         | Gouverneur de l'Oblast de Kharkiv                                             | Désigné candidat de son parti le 29 mars 2014 | 25 mars 2014          |
| Andriï Hrynenko (44 ans)     | Andriï Hrynenko     |       | Indépendant                                        | Auto-entrepreneur                                                             | | 31 mars 2014          |
| Anatoliï Hrytsenko (56 ans)  | Anatoliï Hrytsenko  |       | Position citoyenne (centre)                        | Député                                                                        | | 1er avril 2014        |
| Dmytro Iaroch (42 ans)       | Dmytro Iaroch       |       | Secteur droit (extrême droite)                     | Militaire                                                                     | Leader du Secteur droit | 1er avril 2014.       |
| Oleksandr Klymenko (49 ans)  | Oleksandr Klymenko  |       | Parti populaire ukrainien (centre droit)           | Président du Parti populaire ukrainien                                        | Il s'est officiellement retiré de la course le 18 mai 2014, pour soutenir la candidature de Petro Porochenko.                                         | 1er avril 2014        |
| Valeriï Konovaliouk (47 ans) | Valeriï Konovaliouk |       | Indépendant                                        | Directeur général du Centre "For Anti-Crisis Programs LLC"                    | Il reçoit le soutien de l'Union panukrainienne « Nouvelle-Ukraine »,                                                                                  | 30 mars 2014          |
| Vasyl Kouïbida (56 ans)      | Vasyl Kouïbida      |       | Mouvement populaire d'Ukraine (centre droit)       | Professeur de l'Académie de Lviv.                                             | | 2 avril 2014          |
| Renat Kouzmine (46 ans)      | Renat Kouzmine      |       | Indépendant                                        | Avocat                                                                        | | 17 mars 2014          |
| Oleh Liachko (41 ans)        | Oleh Liachko        |       | Parti radical (droite)                             | Député                                                                        | Président du Parti radical | 31 mars 2014          |
| Petro Porochenko (48 ans)    | Petro Porochenko    |       | Union panukrainienne « Solidarité » (centre droit) | Député                                                                        | Il reçoit le soutien de l’UDAR. Se présente comme indépendant.                                                                                        | 31 mars 2014          |
| Vadim Rabinovitch (60 ans)   | Vadim Rabinovitch   |       | Indépendant (centre)                               | Président du conseil de surveillance de News Network LLC                      | | 28 mars 2014          |
| Petro Symonenko (61 ans)     | Petro Symonenko     |       | Parti communiste d'Ukraine (extrême gauche)        | Député                                                                        | Il s'est officiellement retiré de la course le 16 mai 2014.                                                                                           | 31 mars 2014          |
| Serhiï Tihipko (54 ans)      | Serhiï Tihipko      |       | Ukraine forte (centre)                             | Député                                                                        | Il est exclu du Parti des régions et reçoit le soutien de Ukraine forte après avoir relancé le parti, le 7 avril 2014. Se présente comme indépendant. | 28 mars 2014          |
| Vassyl Tsouchko (51 ans)     | Vassyl Tsouchko     |       | Indépendant                                        | Ministre de l'Économie de mars à décembre 2010, dans le gouvernement Azarov I | Il s'est officiellement retiré le 22 mai 2014. | 1er avril 2014        |
| Oleh Tyahnybok (45 ans)      | Oleh Tyahnybok      |       | Svoboda (extrême droite)                           | Député                                                                        | Président de Svoboda | 1er avril 2014        |
| Ioulia Tymochenko (53 ans)   | Ioulia Tymochenko   |       | Union panukrainienne « Patrie » (centre droit)     | Députée (2007)                                                                | Présidente de l'Union panukrainienne « Patrie » | 31 mars 2014          |
| Mykola Malomouj (58 ans)     | Mykola Malomouj     |       | Indépendant                                        | Conseiller du Directeur du Service de renseignement extérieur d'Ukraine       | | 31 mars 2014          |
| Volodymyr Saranov (49 ans)   | Volodymyr Saranov   |       | Indépendant                                        | Directeur général d'Interagroexport LLC                                       | | 30 mars 2014          |
| Zoryan Shkiryak (43 ans)     | Zoryan Shkiryak     |       | Indépendant                                        |                                                                               | Il s'est officiellement retiré de la course le 10 mai 2014                                                                                            | 2 avril 2014          |

- Les candidats ayant pris la décision de se retirer après le 1er mai 2014 restent inscrits sur les bulletins de vote.

### Par oblast

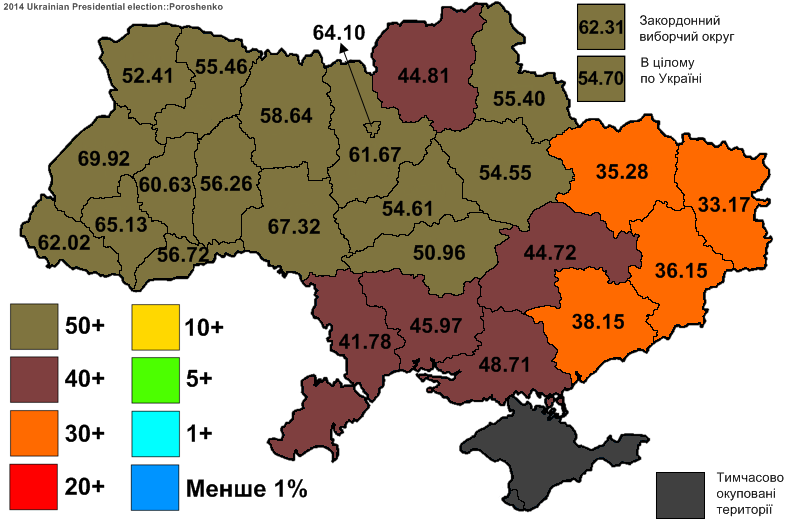
Score de Petro Porochenko dans chaque oblast.

## Résultats

### Au niveau national
|                          | Petro Porochenko         | Union panukrainienne « Solidarité » | 9 857 308  | 54,70 |  |  |
|                          | Ioulia Tymochenko        | Union panukrainienne « Patrie »     | 2 310 050  | 12,81 |  |  |
|                          | Oleh Liachko             | Parti radical                       | 1 500 377  | 8,32  |  |  |
|                          | Anatoliï Hrytsenko       | Position citoyenne                  | 989 029    | 5,48  |  |  |
|                          | Serhiï Tihipko           | Ukraine forte                       | 943 430    | 5,23  |  |  |
|                          | Mikhaïl Dobkine          | Parti des régions                   | 546 138    | 3,03  |  |  |
|                          | Vadim Rabinovich         | Indépendant                         | 406 301    | 2,25  |  |  |
|                          | Olga Bogomolets          | Indépendante                        | 345 384    | 1,91  |  |  |
|                          | Petro Symonenko          | Parti communiste d'Ukraine          | 272 723    | 1,51  |  |  |
|                          | Oleh Tyahnybok           | Svoboda                             | 210 476    | 1,16  |  |  |
|                          | Dmytro Iaroch            | Secteur droit                       | 127 772    | 0,70  |  |  |
|                          | Andriï Hrynenko          | Indépendant                         | 73 277     | 0,40  |  |  |
|                          | Valeriï Konovaliouk      | Indépendant                         | 69 572     | 0,38  |  |  |
|                          | Iouri Boïko              | Indépendant                         | 35 928     | 0,19  |  |  |
|                          | Mykola Malomouj          | Indépendant                         | 23 771     | 0,13  |  |  |
|                          | Renat Kuzmine            | Indépendant                         | 18 689     | 0,10  |  |  |
|                          | Vasyl Kouïbida           | Mouvement populaire d'Ukraine       | 12 391     | 0,06  |  |  |
|                          | Oleksandr Klymenko       | Parti populaire ukrainien           | 10 542     | 0,05  |  |  |
|                          | Vassyl Tsouchko          | Indépendant                         | 10 434     | 0,05  |  |  |
|                          | Volodymyr Saranov        | Indépendant                         | 6 232      | 0,03  |  |  |
|                          | Zoryan Shkiryak          | Indépendant                         | 5 021      | 0,02  |  |  |
|                          | Votes blancs et nuls     | Votes blancs et nuls                | 244 659    | 1,35  |  |  |
|                          |                          |                                     |            |       |  |  |
| Total                    | Total                    | Total                               | 18 019 504 | 100   |  |  |
| Abstention               | Abstention               | Abstention                          | 12 079 742 | 40,13 |  |  |
| Inscrits / Participation | Inscrits / Participation | Inscrits / Participation            | 30 099 246 | 59,87 |  |  |

### Participation

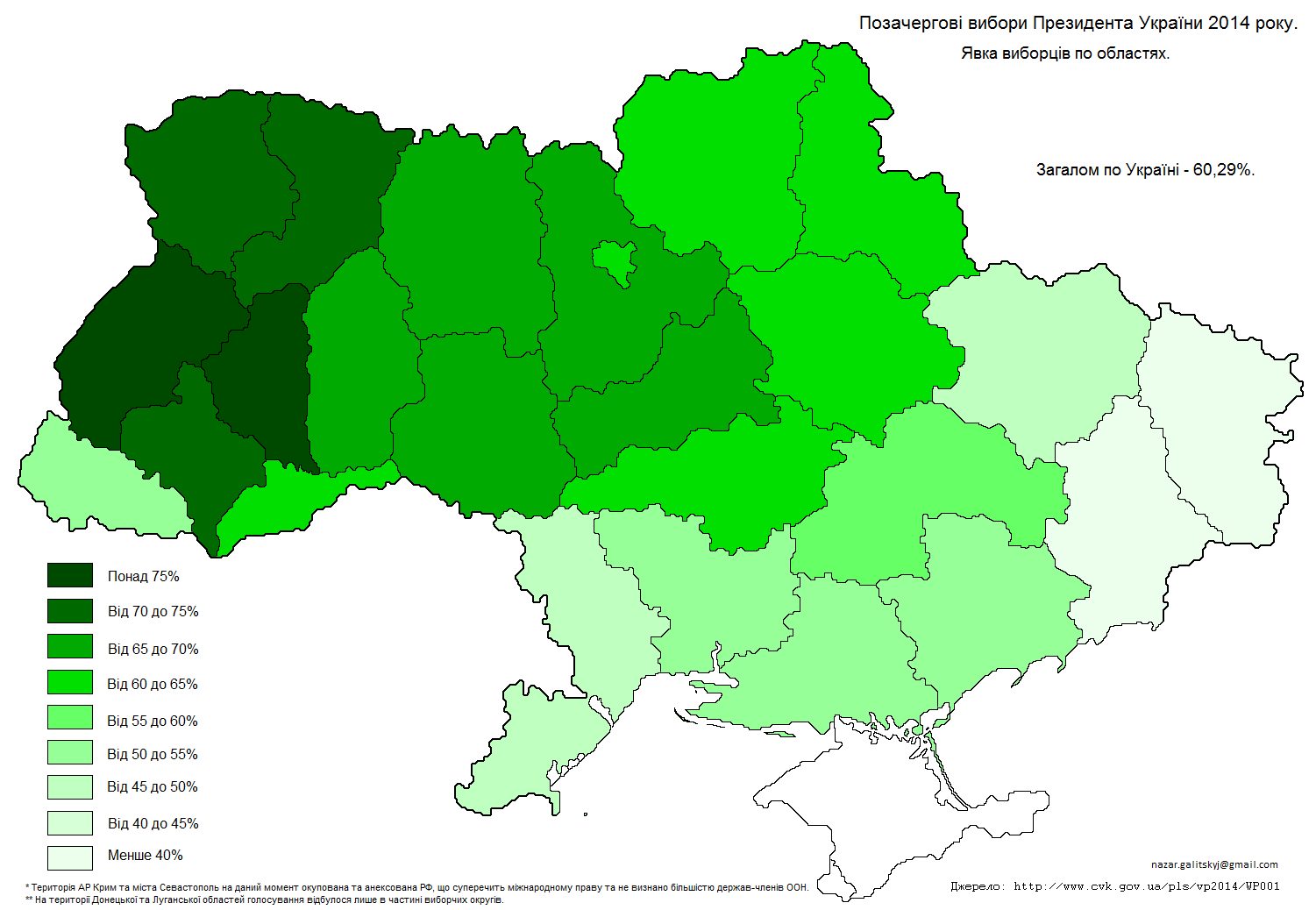
Carte du taux de participation dans les différentes régions.

Les résultats définitifs fournis par la Commission électorale centrale d'Ukraine et le rapport de la commission d'observation européenne indiquent que le taux de participation a été de 60,29 % des inscrits.
Plusieurs bureaux de vote ne sont pas ouverts dans l'Est du pays en raison de l'impossibilité de l'Ukraine de contrôler la région. Des militants séparatistes bloquent les bureaux de vote, empêchant la bonne tenue du scrutin dans la majeure partie des oblasts de Donetsk et de Louhansk, ce qui représente environ deux à cinq millions d'électeurs, soit 15 % du corps électoral national,.
| Oblast                   | Participation | Oblast                   | Participation |
| ------------------------ | ------------- | ------------------------ | ------------- |
| Oblast de Lviv           | 78,20 %       | Oblast de Soumy          | 62,16 %       |
| Oblast de Ternopil       | 76,63 %       | Oblast de Tchernivtsi    | 61,54 %       |
| Oblast d'Ivano-Frankivsk | 73,95 %       | Oblast de Kirovohrad     | 60,25 %       |
| Oblast de Volhynie       | 71,82 %       | Oblast de Dnipropetrovsk | 55,47 %       |
| Oblast de Rivne          | 70,97 %       | Oblast de Mykolaïv       | 51,61 %       |
| Oblast de Khmelnytskyï   | 69,61 %       | Oblast de Kherson        | 51,42 %       |
| Oblast de Kiev           | 68,39 %       | Oblast de Zaporijjia     | 51,14 %       |
| Oblast de Vinnytsia      | 66,04 %       | Oblast de Transcarpatie  | 51,08 %       |
| Oblast de Jytomyr        | 66,02 %       | Oblast de Kharkiv        | 47,90 %       |
| Oblast de Tcherkassy     | 65,50 %       | Oblast d'Odessa          | 46,01 %       |
| Oblast de Poltava        | 64,67 %       | Oblast de Louhansk       | 38,94 %       |
| Oblast de Tchernihiv     | 64,48 %       | Oblast de Donetsk        | 15,37 %       |
| Kiev                     | 62,70 %       |                          |               |

## Conséquences
Petro Porochenko est élu président dès le premier tour. Sa présidence débute avec sa prise de fonction le 7 juin 2014.
À la suite des élections législatives d'octobre 2014, un nouveau gouvernement, dirigé par le Premier ministre sortant, Arseni Iatseniouk, est formé.